# NGC 1198
NGC 1198 este o galaxie lenticulară situată în constelația Perseu. A fost descoperită în 6 decembrie 1880 de către Édouard Stephan⁠(d).